# بی‌وفا (فیلم ۱۹۳۲)
بی‌وفا (انگلیسی: Faithless) فیلمی در ژانر درام و رمانتیک به کارگردانی هری بومونت است که در سال ۱۹۳۲ منتشر شد. از بازیگران آن می‌توان به تلولا بنک‌هد و رابرت مونتگومری اشاره کرد.